# 岩崎渉
岩崎渉（いわさき わたる、1983年3月 - ）は、日本のバイオインフォマティクス研究者、小説家。
2024年3月まで東京大学大学院新領域創成科学研究科先端生命科学専攻で約50人規模の研究室を主宰した。2024年4月に大学院生の新規募集停止や研究室ウェブサイトの閉鎖が報道された。
2024年12月に日経バイオテクが取材し、東京大学は「岩崎渉は現在は東京大学に在籍していない」と回答し、岩崎は「解雇通知は受け取っておらず退職の届けもしてない」と語る。

## 人物
日本学術会議の若手アカデミー代表や日本バイオインフォマティクス学会長を務め、若手研究者として知られる。2019年に日本学術会議がG7の共同声明を安倍晋三内閣総理大臣へ手交した際に同席した。2024年に米山隆一衆議院議員が国会質問で、岩崎のコメントが掲載された日本の科学の現状に関するNature誌記事を用いた。
2022年1月7日から2024年4月6日にかけて、雑誌「文藝」で島本理生と共作で小説『トランス』を連載した。

## 研究業績
環境DNAから魚類を同定するための配列データベースの作成、細胞系譜や系統樹の計算の高速化、そして機械学習による細菌の進化予測の実現が挙げられる。岩崎研究室のウェブサイトは、100報以上の発表論文全てに日本語の短文解説を掲載していた。

## 研究室閉鎖
2024年4月初旬に岩崎の研究室ウェブサイトやResearchmapが告知無く閉鎖され、先端生命科学専攻ウェブサイトの教員一覧から岩崎が削除された。岩崎の指導で2022年にグローバルサイエンスキャンパス優秀賞を受賞した高校生も、新領域創成科学研究科ウェブサイトから氏名と写真が削除された。4月6日に2025年度大学院入試⼊学志願者案内で、生命環境適応性解析学分野 岩崎渉教授は修士と博士両課程で学生を募集しない、と記された。4月11日に日経バイオテクが報道し、取材に対して東大広報課は研究不正を否定して詳細な回答を拒否した。12月13日に日経バイオテクが、主張が相反する岩崎渉のインタビューと東京大学の回答を配信した。

## 経歴
- 2001年3月 - 筑波大学附属駒場中学校・高等学校卒業[29]
- 2005年3月 - 東京大学理学部生物化学科卒業／東京大学理学部生物情報科学学部教育特別プログラム修了
- 2007年3月 - 東京大学大学院新領域創成科学研究科 情報生命科学専攻修士課程修了
- 2009年3月 - 東京大学大学院新領域創成科学研究科情報生命科学専攻博士後期課程修了、博士（科学）[30][31]
- 2009年4月 - 東京大学大学院新領域創成科学研究科情報生命科学専攻助教、2014年3月まで
- 2011年7月 - 東京大学大気海洋研究所 地球表層圏変動研究センター 生物遺伝子変動分野講師
- 2014年4月 - 東京大学大学院理学系研究科 生物科学専攻准教授、2021年3月まで
- 2014年4月 - 東京大学大気海洋研究所 地球表層圏変動研究センター（兼務）
- 2014年4月 - 東京大学理学部生物情報科学科（兼担）
- 2014年4月 - 東京大学大学院新領域創成科学研究科 メディカル情報生命専攻（兼担）
- 2021年4月 - 東京大学大学院新領域創成科学研究科 先端生命科学専攻教授
- 2021年4月 - 東京大学大学院理学系研究科 生物科学専攻（兼担）
- 2021年4月 - 東京大学大気海洋研究所地球表層圏変動研究センター 生物遺伝子変動分野（兼務）
- 2021年4月 - 東京大学定量生命科学研究所 バイオインフォマティクス研究分野（兼務）
- 2021年4月 - 東京大学微生物科学イノベーション連携研究機構（兼務）